# His Regeneration
His regeneration és una pel·lícula muda de la Essanay dirigida per Broncho Billy Anderson i protagonitzada per ell mateix i Marguerite Clayton. En la pel·lícula Charles Chaplin apareix fent un cameo. Es va estrenar el 7 de maig de 1915.

## Argument
En aquest western, dos lladres es troben en un saloon quan un d’ells hi coneix una noia. Més tard la reconeix dins la casa on estan robant i es baralla amb el seu còmplice per forçar-lo a marxar sense endur-se res. El lladre es promet reformar-se.

## Repartiment
- Broncho Billy Anderson (lladre arrepentit)
- Marguerite Clayton (la noia)
- Lee Willard (el còmplice)
- Hazel Applegate (la donzella)
- Belle Mitchell (la noia del saloon)
- Lloyd Bacon (al saloon)
- Robert McKenzie (cambrer)
- Bill Cato (1r policia)
- Darr Wittenmyer (2n policia)
- Victor Potel (empenyorador)
- Charles Chaplin (al saloon)
- Snub Pollard (al saloon)